# 2014년 아일랜드 전화 도청 스캔들
2014년 3월, 아일랜드에서 아일랜드 경찰 청사에서 1980년대부터 2013년 11월까지 광범위한 전화 도청 사건이 있었음이 밝혀졌다. 이 사건은 아이리시 인디펜던트의 기자 젬마 오도헤르티(Gemma O'Doherty)가 경찰 잡지 "가르다 리뷰"의 전 편집장인 스테판 리가 마르틴 캘리낸에게 "허가 없이" 질문했다는 이유로 해고된 이후 폭로하였다. 이 스캔들은 피네 게일과 노동당이 처음 공론화시켰으며, 이후 현 정부 여당인 피아나 페일, 녹색당, 진보민주당 등 아일랜드의 정당이 연속적으로 참여하게 되었다.

## 같이 보기
- 아일랜드의 부패
- 세계적 감시
- GUBU
- 소피에 투스칸 두 플란터
- 슈타지 2.0
- 마니 풀리테